# Boston-Marathon 1986
Der Boston-Marathon 1986 war die 90. Ausgabe der jährlich stattfindenden Laufveranstaltung in Boston, Vereinigte Staaten. Der Marathon fand am 21. April 1986 statt.
Bei den Männern gewann Robert de Castella in 2:07:51 h und bei den Frauen Ingrid Kristiansen in 2:24:55 h.

## Ergebnisse

### Männer
| Platz | Athlet             | Land               | Zeit (h) |
| ----- | ------------------ | ------------------ | -------- |
| 01    | Robert de Castella | Australien         | 2:07:51  |
| 02    | Art Boileau        | Kanada             | 2:11:15  |
| 03    | Orlando Pizzolato  | Italien            | 2:11:43  |
| 04    | Bill Rodgers       | Vereinigte Staaten | 2:13:36  |
| 05    | Arturo Barrios     | Mexiko             | 2:14:09  |
| 06    | Bob Hodge          | Vereinigte Staaten | 2:14:50  |
| 07    | Domingo Tibaduiza  | Kolumbien          | 2:15:22  |
| 08    | Paul Cummings      | Vereinigte Staaten | 2:16:05  |
| 09    | Dan Schlesinger    | Vereinigte Staaten | 2:16:29  |
| 10    | Kunimitsu Itō      | Japan              | 2:17:02  |

### Frauen
| Platz | Athletin            | Land               | Zeit (h) |
| ----- | ------------------- | ------------------ | -------- |
| 01    | Ingrid Kristiansen  | Norwegen           | 2:24:55  |
| 02    | Carla Beurskens     | Niederlande        | 2:27:35  |
| 03    | Lizanne Bussières   | Kanada             | 2:32:16  |
| 04    | Evy Palm            | Schweden           | 2:32:47  |
| 05    | Sinikka Keskitalo   | Finnland           | 2:33:18  |
| 06    | Julie Isphording    | Vereinigte Staaten | 2:33:40  |
| 07    | Christa Vahlensieck | BR Deutschland     | 2:34:50  |
| 08    | Lorraine Moller     | Neuseeland         | 2:35:06  |
| 09    | Eileen Claugus      | Vereinigte Staaten | 2:38:23  |
| 10    | Ellen Rochefort     | Kanada             | 2:40:00  |